# Hella Hirschfelder-Stüve

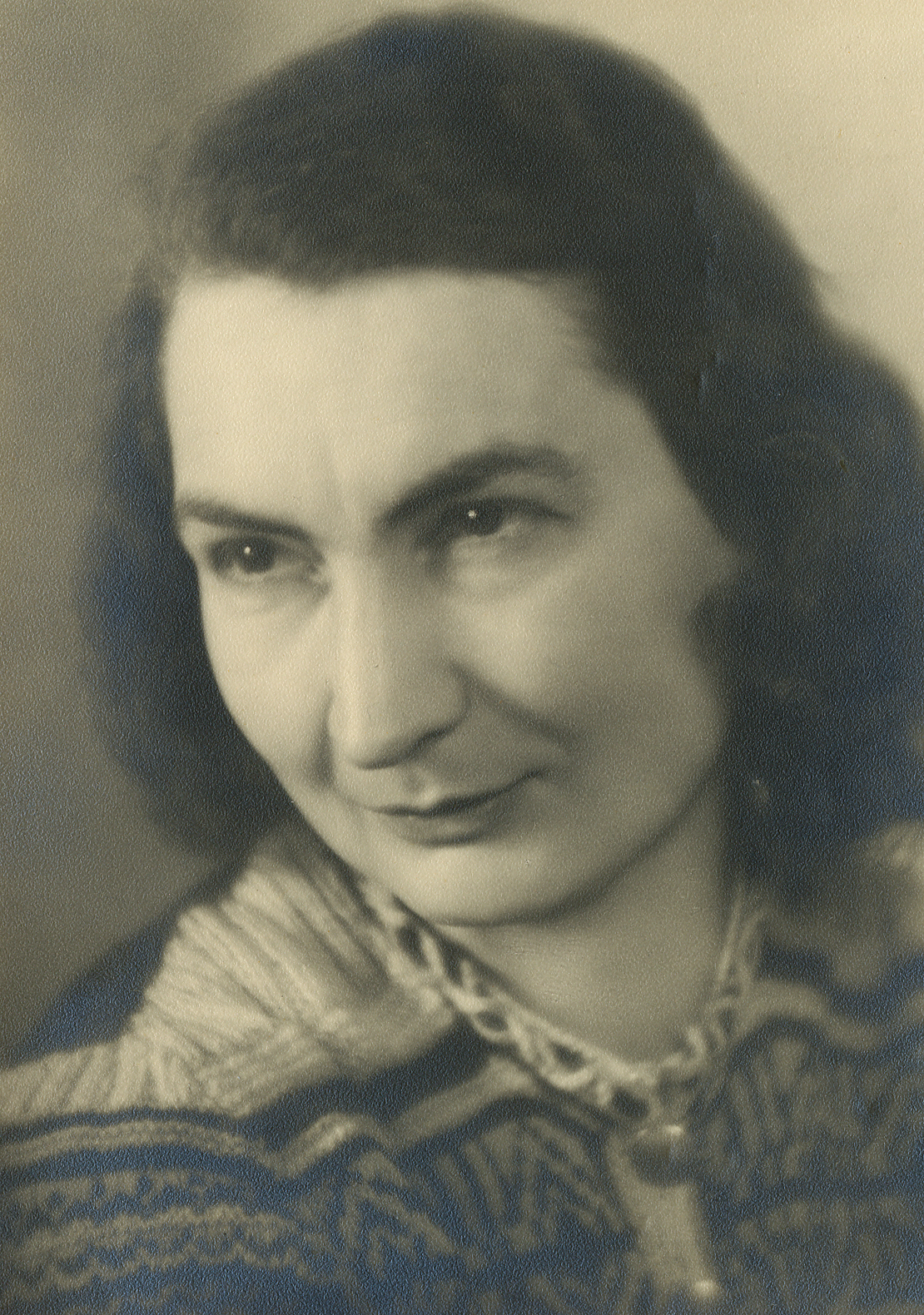
Hella Hirschfelder-Stüve (1947)

Hella Hedwig Luise Hirschfelder-Stüve, geb. Wolcke (* 14. März 1905 in Mehlauken/Ostpreußen; † 12. März 1977 in Osnabrück) war eine deutsche bildende Künstlerin.

## Leben
Sie studierte in Berlin unter anderem bei Georg Tappert, Willy Jaeckel und Harro Siegel. 1934 heiratete sie Hans Heinrich Hirschfelder. Seit 1938 lebte sie in Osnabrück. Sie war Mitglied des Bundesverbandes bildender Künstlerinnen und Künstler (BBK) und gab in Osnabrück Kunstunterricht. 2010 wurde ihr im Kulturhistorischen Museum Osnabrück eine Retrospektive gewidmet.

## Ostpreußen
Den Anfang ihrer Lebensreise bestimmten ostpreußische Landschaftsbilder und Stillleben. Diese frühen Werke zeichnen sich durch einen idyllischen und naturverbundenen Charakter aus. In zurückhaltenden Farben malte Hella Hirschfelder-Stüve immer wieder die Orte ihrer Kindheit und Jugend. Das frühe Interesse an der Kunst wurde von den Eltern unterstützt. Sie ermöglichten ihrer Tochter ein Studium an der Kunstakademie Königsberg.

## Berlin
Der Wunsch nach Weiterbildung führte die Künstlerin an die Akademie der Künste Berlin. Sie war fasziniert vom pulsierenden Leben dieser Großstadt in den legendären Zwanziger Jahren. Das Aufeinanderprallen von Moderne und Vergangenheit und die kulturelle Vielfalt machte sie zu Themen ihrer Werke. Im Unterschied zu Ostpreußen widmete sich Hella Hirschfelder-Stüve in Berlin primär der Grafik.

## Osnabrück

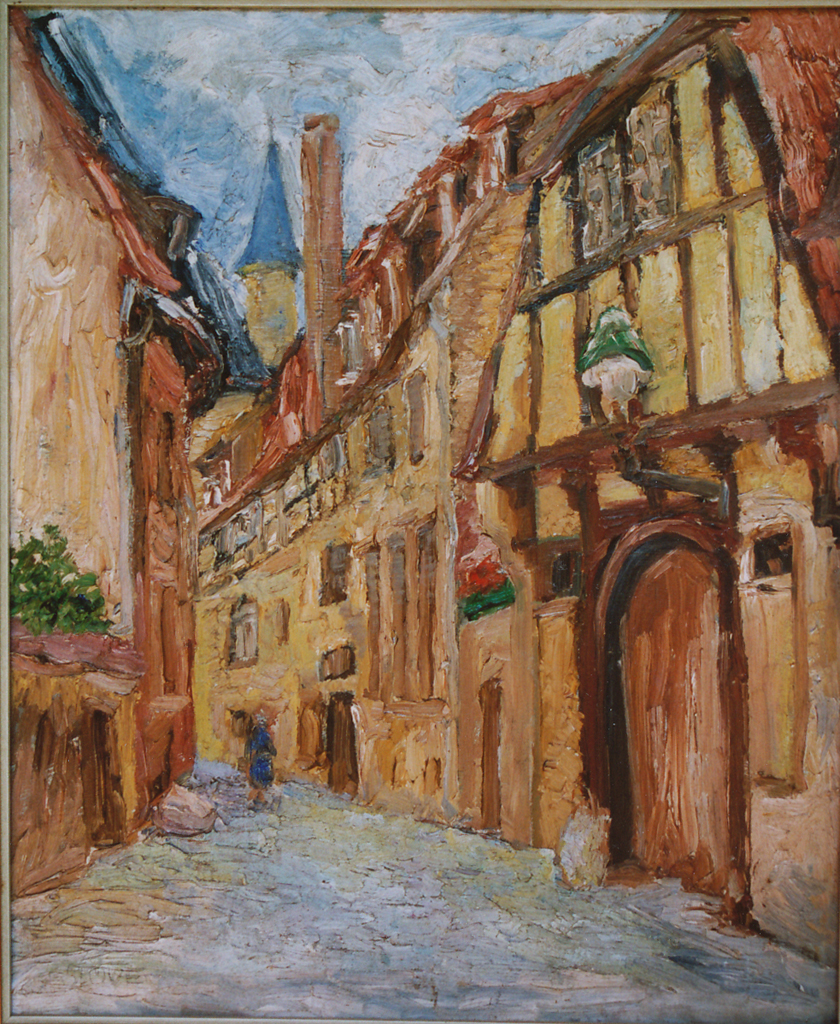
Hella Hirschfelder-Stüve: Kleine Gildewart (Osnabrück). Öl auf Leinwand, 1949

Inzwischen verheiratet mit Hans Heinrich Hirschfelder, führte sie ihr Lebensweg nach Osnabrück, wo sie sich als Künstlerin etablierte und an vielen Ausstellungen beteiligte. 1944 fiel ihr Ehemann. Nach dem Krieg trat sie in den neu gegründeten Bundesverband Bildender Künstler und Künstlerinnen ein. 1948 heiratete sie Dietrich Stüve. In der folgenden Schaffensperiode reifte ihr Stil und es entstanden zahlreiche Porträts, Blumenstillleben und Osnabrücker Ansichten. Dabei wurde die Farbgebung von hellen und leuchtenden Farben bestimmt, der Pinselduktus dynamischer und freier.

## Reisen

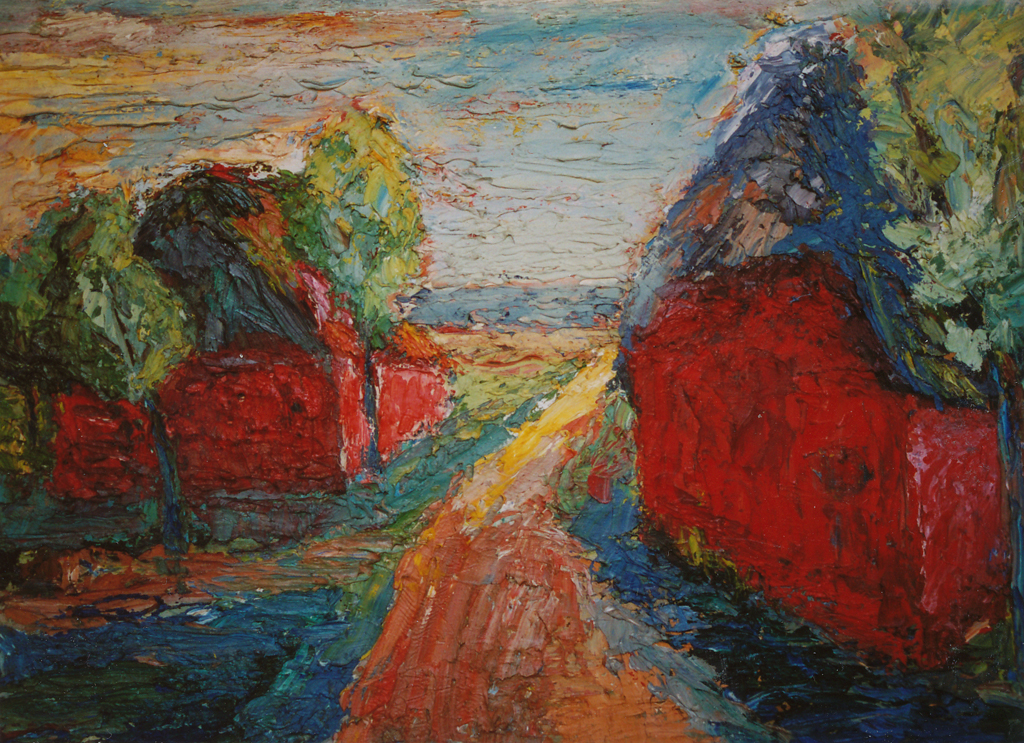
Hella Hirschfelder-Stüve: Amrum. Öl auf Leinwand, o. J.

In den 1950er und 1960er Jahren konnte Hella Hirschfelder-Stüve endlich reisen. Ihre Reiseziele waren immer wieder in Italien, aber auch Paris, Amrum und Sylt. Die mit kraftvollem Farbauftrag gemalte Landschaft war in dieser Zeit das vorherrschende Motiv. Es entstanden aber auch Bilder mit charakteristischen Bauten der Reiseorte sowie sehr poetische Aquarelle.

## Einzelausstellungen
- Hella Hirschfelder-Stüve. Lebensreise. Künstlerin der vergessenen Generation. Kulturhistorisches Museum Osnabrück, 21. März – 20. Juni 2010[1][2]

Die von Dr. Heinrich Hirschfelder, dem Sohn der Künstlerin, und Studierenden des Kunsthistorischen Instituts der Universität Osnabrück konzipierte Ausstellung widmete sich dem Leben und Werk der Osnabrücker Künstlerin in vier Stationen. Gezeigt wurden ausgewählte Arbeiten aus mehreren Lebensphasen. Sie dokumentierten die Experimentierfreudigkeit der Künstlerin in verschiedenen Gattungen und Techniken, zugleich aber auch ihre Ablehnung der in der Nachkriegszeit dominanten abstrakten Kunst. Dies kennzeichnet viele Künstler und Künstlerinnen der vergessenen Generation, der sie angehört.

## Gruppenausstellungen
- Reichskammer bildender Künstler: Weihnachtsverkaufsausstellung Osnabrücker Künstler, Schloss Osnabrück, 23. November 1941 (Eröffnung)
- Weihnachtsverkaufsausstellung Osnabrücker Künstler, Museum Osnabrück, Vorweihnachtszeit 1942
- Bund bildender Künstler Nordwestdeutschland, Gruppe Osnabrück, Städtisches Museum Osnabrück, 15. Juni – 13. Juli 1947
- Osnabrücker Künstlerinnen, Städtisches Museum Osnabrück, 1954